# Buddy Rich
Bernard ( Buddy ) Rich (født 30. September 1917 i Brooklyn , New York, død 2. April 1987 i Los Angeles) var en amerikansk jazztrommeslager.
Han er bedst kendt for sine trommesoloer og sit høje tekniske niveau på trommerne. Han ledede fra 1966 til sin død sit eget bigband. Buddy Rich regnes af alle musikkendere og trommeslagere som en af de største trommeslagere i verden. Han debuterede som 2 årig i sine forældres Vaudeville Show som Traps the Drum Wonder
Han spillede med mange af jazzens store musikere så som Lester Young, Art Tatum, Charlie Parker, Bud Powell, Lionel Hampton og Dizzy Gillespie.
Han var fast tilknyttet til Norman Granz " Jazz at the Philharmonic " garde , som turnerede verden rundt. Han indspillede også tre lper som sanger i 1950'erne.
Igennem 1970'erne og i 80'erne var han ofte genganger på The Tonight Show dengang med Johnny Carson som vært.
Hans bigband spillede alt fra swing jazz til moderne Rock og fusions-arrangementer af arrangører som Bill Ready, Bill Holman og Bob Mintzer.
Hans orkester var centreret omkring hans fænomenale trommespil, og bestod de sidste mange år af musikere uddannet ved konservatorier som Berkeley School of Music og Texas state University. 

## Diskografi
- Lester Young – Lester Young Trio (1953)
- Charlie Parker & Dizzy Gillespie – Bird & Diz (1954)
- Charlie Parker – With Strings (1954)
- Buddy Rich - The Swinging Buddy Rich (1954)
- Buddy Rich & Harry " Sweets " Eddison – Buddy & Sweets (1955)
- Art Tatum – Tatum , Hampton & Rich Trio (1955) vol. 1 & 2
- Buddy Rich - Sing and Swing with Buddy Rich (1955)
- Gene Krupa & Buddy Rich – Krupa & Rich (1956)
- Lester Young , Nat King Cole & Buddy Rich – Trio (1956)
- Buddy Rich – Sings Johnny Mercer (1956)
- Buddy Rich – The Wailing Buddy Rich (1956)
- Buddy Rich – This One Is For Basie (1956)
- Buddy Rich - Sings Johnny Mercer (1956)
- Buddy Rich – Just Sings (1957)
- Buddy Rich – In Miami (1957)
- Buddy Rich & Max Roach – Rich Versus Roach (1959)
- Buddy Rich – Richcraft – (1959)
- Buddy Rich – The Voice Is Rich (1959)
- Buddy Rich & Gene Krupa - The Drum Battle (Rich & Krupa at JATP (1960)
- Buddy Rich – Playtime (1961)
- Buddy Rich – Blues Caravan (1962)
- Buddy Rich & Gene Krupa – Burnin´ Beat (1962)
- Buddy Rich - The Electric Sticks of Buddy Rich ( Radio Broadcast with Art Blakey group and Buddy Rich group) (196?)
- Buddy Rich – Swinging New Big Band (1966)
- Buddy Rich – Big Swing Face (1967)
- Buddy Rich – The New One (1967)
- Buddy Rich – Mercy Mercy Mercy (1968)
- Buddy Rich – Buddy and Soul (1969)
- Buddy Rich & Alla Rakha – Rich Ala Rakha (1969)
- Buddy Rich – Keep The Customer Statisfied (1970)
- Buddy Rich & Louis Bellson - Are you ready for this (1971)
- Buddy Rich – A Different Drummer (1971)
- Buddy Rich – Rich In London (1972)
- Buddy Rich - Conversations (A drum spectacular) - with Louis Bellson & Kenny Clare (1972)
- Buddy Rich – Stick It (1973)
- Buddy Rich – The Roar of 74 (1974)
- Buddy Rich - Very live at Buddy´s Places (1974)
- Buddy Rich – The last Blues Album (1974)
- Buddy Rich - Big Band Machine (1975)
- Buddy Rich – Speak No Evil (1976)
- Buddy Rich – Plays And Plays And Plays (1977)
- Buddy Rich – Class of 78 (1978)
- Buddy Rich - Live in Deen Haag Holland (1978)
- Lionel Hampton & Buddy Rich – Hampton Presents Rich (1978)
- Buddy Rich – The Man From Planet Jazz (1980)
- Buddy Rich – Live at Ronnie Scotts (1982)
- Buddy Rich - Live At The 1982 Montreal Jazz Festival (1982)
- Buddy Rich – Buddy Rich Band (1984)
- Buddy Rich – Live at Kingstreet (1985)
- Buddy Rich - No funny hats - live in the 1980´ties (2004)
- Buddy Rich - Time out - live from the 1970´ties (2007)
- Buddy Rich - The Solos ( Solos recorded through the 1970´ties & 1980´ties) (2014)
- Buddy Rich - Birdland - live from the 1970´ties (2015)
- Buddy Rich - Just in time (the final recording 1986) (2019)